# Декабрьские бои 1917 года в Иркутске
Декабрьские бои 1917 года в Иркутске (8 (21) — 17 (30) декабря) — вооружённое противостояние между красногвардейцами и казаками, юнкерами и прапорщиками за установление советской власти в Иркутске сразу после Октябрьской революции. Крупнейшие бои по количеству жертв после аналогичных боёв в Москве. Послужили прологом Гражданской войны в Восточной Сибири.

## Предыстория
Иркутск был центром Иркутского военного округа и Иркутской губернии. Население последней составляло: в городах и поселениях городского типа – 184 386 человек, в сёлах – 561 778 человек. В самом городе в 1917 году без гарнизона проживало 90 413 человек, из которых насчитывалось около 7 тысяч промышленных рабочих (с учётом занятых сезонным трудом численность рабочих и их семей в Иркутске могла достигать 10 тысяч человек), а во всей Иркутской губернии имелось 119 предприятий, на которых работало 18 тысяч человек. Вместе с членами семей численность рабочего класса Иркутской губернии достигала 68 тысяч человек. Наиболее сплочённой и организованной частью были рабочие железной дороги и черемховские шахтёры.
В Иркутском военном округе (включавшем в себя Иркутскую и Енисейскую губернии, Забайкальскую и Якутскую области) размещались 11 запасных полков, 12 пеших дружин ополчения и ряд других частей. Непосредственно в Иркутске и окрестностях дислоцировались 9-й, 10-й, 11-й и 12-й Сибирские стрелковые запасные полки (от 700 до 1100 человек каждый), подчинявшиеся находившемуся в Иркутске управлению 2-й Сибирской стрелковой запасной бригады. Также в Иркутске размещались казачий дивизион (336 человек), Сибирский запасной артдивизион, военное училище, три школы прапорщиков, местная, конвойная и автомобильная команды, военно-фельдшерская школа, два отделения конского запаса, военно-медицинские и военно-судебные учреждения, военные склады, мастерские, а также управления 45-й ополченческой бригады, уездного воинского начальника и заведующего школами.
В 1917 году рабочие сформировали Красную гвардию. К ноябрю красногвардейские отряды были во всех городах и горняцких районах Сибири; их бойцы собирались по заводскому гудку или свисткам паровозов. За счёт развала армии Красная гвардия получила оружие, после работы и по воскресеньям проводились регулярные занятия, кое-где образовались пулемётные команды, даже артиллерия, были выделены команды разведки, связи, штабы. Организация строилась либо по производствам (на шахтах и рудниках), либо по профсоюзам (железнодорожников и т. п.)
В октябре — начале ноября 1917 года в Иркутске проходили II съезд Советов рабочих, солдатских и крестьянских депутатов Восточной Сибири и I Общесибирский съезд Советов. Последний высказался за переход всей власти Советам и образовал в Иркутске общесибирский орган — Центральный исполнительный комитет Советов Сибири (Центросибирь) во главе с большевиком Б. З. Шумяцким. На выборах в Учредительное собрание в ноябре 1917 года по Сибири большевики получили 10% голосов избирателей, эсеры — 75%, кадеты — 3%. В результате большевикам пришлось устанавливать советскую власть в Сибири, преодолевая сопротивление не только эсеров, меньшевиков и кадетов, но и волю большинства населения; они могли опереться только на пролетариат крупных городов и солдат тыловых частей, опасавшихся отправки на фронт.
Сразу после получения известий о захвате власти большевиками 7 ноября в Петрограде Центросибирь заявила о готовности взять власть. Так как в иркутских Советах преобладали эсеры и меньшевики, большевикам было необходимо добиться перевыборов, чтобы обеспечить себе большинство и занять руководящие посты. Перевыборы Совета военных депутатов прошли 12 ноября, Совета рабочих депутатов — 15 ноября. 30 ноября Объединённый комитет рабочего и солдатского Советов объявил о создании временного Военно-революционного комитета (ВРК), Красной гвардии численностью в 200 человек и обыскной комиссии для изъятия продовольствия с предприятий и частных квартир. Собравшее 2 декабря около 500 делегатов объединённое заседание Советов рабочих и солдатских депутатов избрало председателем большевика Я. Д. Янсона. Оно же постановило, что право распоряжаться всеми силами Иркутского гарнизона переходит к ВРК, которому подчиняются все органы управления впредь до организации Советской власти.
В ответ на действия большевиков городская дума 3 декабря образовала Комитет защиты революции, который возглавил эсер Е. М. Тимофеев.
Сочтя, что их позиции достаточно укрепились, большевики пошли на резкое обострение ситуации в Иркутске. В ночь на 7 декабря по распоряжению ВРК были арестованы начальник штаба Иркутского военного округа полковник М. П. Никитин, генерал-майор В. И. Марковский, полковник Л. Н. Скипетров и другие, однако уже 8 декабря из-за протестов эсеров и меньшевиков все арестованные, кроме Л. Н. Скипетрова, были освобождены. 11 декабря собрание представителей гарнизона, заслушав доклад Я. Д. Янсона, одобрило деятельность ВРК и предоставило гарнизон в его распоряжение. 13 декабря ВРК начал изъятие винтовок у милиции и раздачу солдатам патронов, а 16 декабря провёл смотр революционных войск, которыми командовал С. И. Лебедев. Утром 17 декабря красногвардейцы арестовали губернского комиссара Временного правительства правого эсера И. А. Лаврова и начали захват государственных учреждений. 18 декабря приказ № 1 ВРК предписал всем юнкерам и казакам к 14 часам 21 декабря сдать оружие. В свою очередь 20 декабря представители юнкеров потребовали производства в офицеры, выдачи денег на обмундирование и отправку в полки. Большевики заявили, что прежних полков не существует, а офицерские звания упразднены.
Вечером 20 декабря в Белый дом, где заседал ВРК, пришли два юнкера и сообщили, что на завтра намечается выступление против большевиков военного училища и школ прапорщиков. Впоследствии перебежчики участвовали в обороне здания.

## Бои
К 03:00 21 декабря руководимые ВРК солдаты заняли Набережную улицу от Белого дома до понтона, расставили в разных частях города артиллерию. С 04:30 (некоторые авторы указывают на время 16:30 и 18:00) начался артиллерийский обстрел здания 1-й школы прапорщиков на Казарминской улице. В полдень 21 декабря отряды юнкеров стали выходить с вооружением из занимаемых зданий и захватывать близлежащие дома и кварталы; операциями руководил командир роты 2-й школы прапорщиков полковник Д. Г. Лисученко. По различным оценкам, на стороне большевиков сражалось от 6 до 16 тысяч человек, на стороне их противников — около 600–800 юнкеров и 100–150 добровольцев.
Вечером 21 декабря в штабе большевиков узнали, что юнкера 3-й школы прапорщиков на станции Иннокентьевская колеблются. Б. З. Шумяцкий и солдат Е. Дмитриев отправились на переговоры с юнкерами и в итоге договорились, что последние, получив обмундирование, билеты на поезд и по 250 рублей на дорожные расходы, разъедутся по домам. К вечеру 22 декабря 3-я школа опустела, что позволило большевикам беспрепятственно получать подкрепления по железной дороге. В Белый дом, где уже было 60 красногвардейцев, прибыло 100 добровольцев из расквартированного в предместье Глазково 9-го полка.
К вечеру 21 декабря юнкера захватили центральный район города. Ядро их сил составили 400 юнкеров Иркутского военного училища при 6-8 офицерах под общим руководством начальника училища полковника Н. В. Главацкого. Юнкера училища выбрали командиром своего преподавателя — подполковника И. Н. Никитина. 1-я школа прапорщиков выставила против большевиков от 140 до 175 человек под началом полковника Иванова (по спискам в школе было 350 человек, но около половины юнкеров покинуло своих товарищей), 2-я школа выставила порядка 350—400 человек. На стороне юнкеров действовали также 11 офицеров гарнизона под началом поручика Мейера и 50 добровольцев, учащихся и чиновников, под командованием офицера Тимофеева. Выступившие под руководством войскового атамана генерал-майора П. П. Оглоблина казаки заняли Духовную семинарию и детскую больницу.
Утром 22 декабря красные атаковали 1-ю школу прапорщиков, но были отбиты. К вечеру юнкера покинули здание, оставив небольшую группу для демонстрации.
Несмотря на 40-градусные морозы, по Ангаре шла шуга, и единственным сообщением с Глазковским предместьем был понтонный мост. Главный штаб красных (командующий — поручик В. И. Дмитриевский) разместился в стоявшем рядом с понтонным мостом каменном двухэтажном здании, в котором до начала боёв размещалась частная женская прогимназия (это здание господствовало над окружающими деревянными частными домами). В течение ночи на 23 декабря юнкера обстреливали понтон и прогимназию.
21 декабря Черемховский совет получил просьбу иркутских большевиков прислать подкрепление. Шахтёры, разоружив офицеров проходящих поездов, на следующий день отправили 250 человек. По отзывам участников со стороны белых, вместе с шахтёрами в Иркутск приехали женщины и взрослые дети, рассчитывавшие помародёрствовать в охваченном хаосом городе. Согласно версии красных, прибывшие в город черемховцы отбросили обстреливавших понтон и прогимназию юнкеров. В соответствии с другой версией юнкера подпустили черемховцев на близкое расстояние и открыли пулемётный огонь. «Сотни бойцов пали... и многие были унесены ледяными волнами Ангары», — писал впоследствии участник событий В. В. Рябиков.
Утром 23 декабря отряд военного училища захватил гауптвахту, освободил И. А. Лаврова и Л. Н. Скипетрова. Несмотря на просьбы юнкеров принять командование, Скипетров уехал на восток. Кроме того, юнкера заняли телеграф на Ивановской площади. Вечером 23 декабря отряд в 20 юнкеров дважды неудачно атаковал Белый дом.
С 23 декабря для поддержки большевиков в Иркутск начали прибывать отряды из Красноярска (командир — Г. И. Ильин), Ачинска (Е. К. Зверев, С. Г. Лазо, Ф. И. Вейман), Канска (Т. М. Стремберг) и других пунктов.
24 декабря юнкера заняли отделение Госбанка и казначейства, но через день, поддавшись уговорам социалистической «общественности», подполковник И. Н. Никитин вывел отряд. Вечером 24 декабря юнкерами была предпринята ещё одна неудачная попытка штурма Белого дома.
Юнкера предложили большевикам перемирие на условиях разоружения гарнизона и роспуска Красной гвардии. В ответ большевики расширили применение артиллерии. В типографии училища было отпечатано тиражом 5 тысяч экземпляров распоряжение губернского комиссара И. А. Лаврова о временном (но без указания срока) роспуске солдат гарнизона, что стал для них оправданием для ухода домой.
В ночь на 25 декабря на помощь юнкерам выступили три казачьих сотни под началом есаула Селиванова и подъесаулов Кубинцева и Коршунова. К рассвету казаки прорвались к военному училищу, доставив 6 подвод хлеба и патронов.
26 декабря стало днём самых ожесточённых боёв. Сводный отряд солдат и красногвардейцев под началом С. Г. Лазо после многочасовой схватки захватил Тихвинскую церковь и повёл наступление по Амурской улице, пытаясь пробиться к Белому дому, однако к вечеру контратакой юнкеров красные части были выбиты из большей части города, С. Г. Лазо с бойцами взят в плен, а понтонный мост через Ангару разведён.
27 и 28 декабря военных столкновений красных с юнкерами не было, но от красной артиллерии и поджогов произошли наиболее масштабные пожары. Жители, спасаясь от обстрелов, пожаров, мародёрства и насилий солдат, покидали город.
Перегруппировавшись, в час ночи на 29 декабря юнкера начали последний штурм Белого дома. У защитников кончились патроны, и юнкера заняли здание, захватив 153 человека.

## Перемирие и мир
С 10 часов 29 декабря было объявлено перемирие. Большевики пошли на соглашение из-за пленения гарнизона Белого дома, опасности сожжения города (на чём настаивали солдаты) и разложения красногвардейцев. В 5 часов утра 30 декабря ВРК и КООрг (Комитет общественных организаций) подписали договор, по которому власть в Иркутске и губернии передавалась губернскому Совету из представителей Советов, городской думы, земства и профсоюзов. Противники обязались не преследовать друг друга.
Однако с утра 30 декабря в городе продолжились стрельба и грабежи. 31 декабря на губернском Совете делегаты гарнизона и красногвардейцев Красноярска и Канска заявили, что условия мира неприемлемы и войска не будут отправлены по своим городам, пока в Иркутске не утвердится власть Советов. Прибывшие из Красноярска красные войска установили в роще Звёздочка батарею 152-мм орудий.
1 января 1918 года заработала комиссия по расформированию школ прапорщиков, военного училища и сокращению гарнизона. По окрепшему льду красные части из Глазкова вошли в центр города, а Окружное бюро Советов объявило себя высшим органом власти. Когда 4 января Военно-окружной комитет Советов приказал полкам не расходиться до подавления контрреволюции, а Иркутский Совет и Окружное бюро аннулировали соглашение 30 декабря, юнкера уже были разоружены.

## Итоги и последствия
В ходе декабрьских боёв 1917 года Иркутску был нанесён очень серьёзный ущерб. Были частично разрушены артиллерией и пострадали от пожаров многие каменные дома, сгорели десятки частных деревянных домов, разрушена городская инфраструктура.
По количеству жертв бои в Иркутске стоят на втором месте в России после аналогичных событий в Москве. На 30 декабря 1917 года со стороны сторонников советской власти было убито 229 и ранено 275 солдат и красногвардейцев, со стороны противников советской власти — убиты 52 юнкера и офицера, 6 казаков (есть и несколько иные данные: убито 38 юнкеров, 10 офицеров, 8 казаков, 2 гимназиста), ранены 87 юнкеров и 12 офицеров. Пострадало огромное количество мирных жителей: на 1 января 1918 года в Кузнецовской больнице находилось 170 трупов, в военном госпитале — 35, в 1-й школе прапорщиков — 26, больнице Штейнгауза — 10, в Глазкове — 93. В 20-х числах января 1918 года в ледниках только Кузнецовской больницы хранилось около 200 неопознанных трупов. Неизвестное количество тел было унесено Ангарой. Зарегистрировано 194 раненых мирных жителя. Общее количество жертв и раненых оценивается свыше 1 000 человек.
Бои декабря 1917 года за Иркутск стали прологом гражданской войны на востоке бывшей Российской империи. Руководители восстания и рядовые юнкера продолжили борьбу. В отряде Г. М. Семёнова, начавшем борьбу с большевиками в Забайкалье, видную роль играли избежавшие ареста и уехавшие на восток генерал-майор П. П. Оглоблин, полковник Л. Н. Скипетров и другие.

## Память
- В Иркутске улица Декабрьских Событий названа в память о боях[3].
- В Иркутске установлена мемориальная доска в память о боях[4].
- В 1964 году в Иркутске в память о защитниках Белого дома был установлен мемориальный комплекс — гранитная плита и памятник с барельефами[5].
- Братская могила красногвардейцев и революционных солдат на Лисихинском кладбище в Иркутске является памятником истории местного значения[6].
- В 2006 году на площади Декабристов в Иркутске на месте захоронения казаков, юнкеров и прапорщиков был установлен деревянный крест с мемориальной доской[7].